# Väinjärv
Väinjärv är en sjö i Estland.   Den ligger i landskapet Järvamaa, i den centrala delen av landet, 90 km sydost om huvudstaden Tallinn. Väinjärv ligger 81 meter över havet.  I omgivningarna runt Väinjärv växer i huvudsak blandskog.